# エアスカウト
エアスカウト（英語: Air Scouts）は、1911年に発足した国際的なスカウト運動の一部であり、飛行および飛行機に関する活動に特化したもの。
ボーイスカウトなどの行う通常のスカウト運動と同じ基本的プログラムに従うが、一定の時間を飛行活動に集中して用いる。また、他のスカウトとはわずかに異なるユニフォームを用いることが多い。
この呼び名はまた、アメリカ陸軍やアメリカ海兵隊の戦闘部隊員が、アメリカ空軍を揶揄的に呼ぶ場合に用いられる。

## 歴史
ベーデン・フレッチャー・スミス・ベーデン＝パウエル（Baden Fletcher Smyth Baden-Powell、1860年5月22日 - 1937年10月3日、ロバート・ベーデン＝パウエル卿の末弟）が、飛行および飛行機に関する活動をスカウト運動に持ちこんだ最初の人物である。
1933年の第4回世界ジャンボリーは、エアスカウトが公認された最初の国際大会となった。8月9日、ベーデン＝パウエルは Pal Teleki （ハンガリーの総長）と Laszlo Almasy （ハンガリー・エアスカウトの指導者）とともにエアスカウトたちを尋ねた。